# Inhuleț, Krîvîi Rih
Inhuleț (în ucraineană Інгулець) este un sat în comuna Cikalovka din raionul Krîvîi Rih, regiunea Dnipropetrovsk, Ucraina.

## Demografie
Componența lingvistică a localității Inhuleț
     Ucraineană (93,96%)
     Rusă (3,63%)
     Belarusă (2,11%)
Conform recensământului din 2001, majoritatea populației localității Inhuleț era vorbitoare de ucraineană (93,96%), existând în minoritate și vorbitori de rusă (3,63%) și belarusă (2,11%).